# Atalomicria
Atalomicria is een geslacht van haften (Ephemeroptera) uit de familie Leptophlebiidae.

## Soorten
Het geslacht Atalomicria omvat de volgende soorten:
- Atalomicria banjdjalama
- Atalomicria bifasciata
- Atalomicria chessmani
- Atalomicria dalagara
- Atalomicria sexfasciata
- Atalomicria uncinata
- Atalomicria yugana